# Chactas barravierai
Espèce
Chactas barravierai est une espèce de scorpions de la famille des Chactidae.

## Distribution
Cette espèce est endémique du département de Boyacá en Colombie. Elle se rencontre vers Muzo.

## Étymologie
Cette espèce est nommée en l'honneur de Benedito Barraviera.

## Publication originale
- Lourenço, 1997 : Synopsis of the scorpion fauna of Colombia, with some considerations on the biogeography and diversity of species. Revue Suisse de Zoologie, vol. 104, no 1, p. 61-94 (texte intégral).